# Natan Lurje
Natan Lazarevitj Lurje (ryska: Натан Лазаревич Лурье), född 1901 i Warszawa, död 25 augusti 1936 i Moskva, var en sovjetisk läkare av polsk börd.

## Biografi
Lurje tjänstgjorde bland annat som kirurg i Leningrad.
I samband med den stora terrorn greps Lurje i augusti 1936 och åtalades vid den första Moskvarättegången den 19–24 augusti 1936; enligt åtalet hade han tillsammans med andra tillhört en terrororganisation under Trotskijs ledning. Lurje dömdes till döden och avrättades genom arkebusering den 25 augusti 1936. Lurjes och de andra avrättades kroppar kremerades och deras aska begravdes på Donskojs begravningsplats.
Lurje rehabiliterades år 1988.